# Voleibol nos Jogos Pan-Americanos de 1983
Os torneios de voleibol nos Jogos Pan-Americanos de 1983 foram realizados entre 17 e 27 de agosto de 1983 em Caracas, Venezuela. Foi a oitava edição do esporte no evento, que foi disputado para ambos os sexos.

## Países participantes
Um total de sete delegações enviaram equipes para as competições de voleibol. Seis delas participaram de ambas as competições.
| - ARG Argentina - BRA Brasil - CAN Canadá - CUB Cuba | - PER Peru - USA Estados Unidos - VEN Venezuela |

## Medalhistas
| Evento             | Ouro   | Prata          | Bronze    |
| ------------------ | ------ | -------------- | --------- |
| Masculino detalhes | Brasil | Cuba           | Argentina |
| Feminino detalhes  | Cuba   | Estados Unidos | Peru      |

## Quadro de medalhas
| Ordem | País               | Medalha de ouro | Medalha de prata | Medalha de bronze |   |
| ----- | ------------------ | --------------- | ---------------- | ----------------- | - |
| 1     | CUB Cuba           | 1               | 1                |                   | 2 |
| 2     | BRA Brasil         | 1               |                  |                   | 2 |
| 3     | USA Estados Unidos |                 | 1                |                   | 1 |
| 4     | ARG Argentina      |                 |                  | 1                 | 1 |
| 4     | PER Peru           |                 |                  | 1                 | 1 |
| TOTAL | TOTAL              | 2               | 2                | 2                 | 6 |